# Scopula sevandaria
Scopula sevandaria là một loài bướm đêm trong họ Geometridae.